# Cordova (Schiff)
Die Cordova war ein ursprünglich als Minensuchboot des Typs Minensuchboot 1916 der deutschen Kaiserlichen Marine auf Kiel gelegtes, aber nicht mehr als solches fertiggestelltes Schiff, das nach dem Ende des Ersten Weltkriegs als Passagierschiff fertiggebaut wurde.

## Bau und technische Daten
Das Schiff wurde noch während des Ersten Weltkriegs im Jahre 1918 bei den Nordseewerken in Emden als M 158 für die Kaiserliche Marine auf Kiel gelegt. Zwar wurde es bis Kriegsende im November 1918 nicht mehr fertiggestellt, aber das Schiff durfte schließlich für zivile Zwecke vollendet werden und lief 1920 mit dem Namen Grille vom Stapel. Es war 59,60 m lang (über alles, 56,1 m in der Wasserlinie) und 7,30 m breit und hatte 2,15 m Tiefgang. Zwei 3-Zylinder-Dreifach-Expansions-Dampfmaschinen mit zusammen 1850 PS und zwei Schrauben ermöglichten eine Höchstgeschwindigkeit von 16,0 Knoten. Die Bunkerkapazität betrug 160 t Kohle.

## Geschichte
Das Schiff wurde bereits 1923 an die französische Gesellschaft „Compagnie TransInsulaire de Navigation“ verkauft, die das Schiff unter dem Namen Dinard bis 1931 als Passagierfähre zwischen Saint-Malo und Jersey einsetzte.
Nach Verkauf und kurzzeitiger Umbenennung in Dixmude wurde das Schiff noch im Jahre 1932 an die kolumbianische Marine weiterverkauft, die es in Cordova umbenannte und in Frankreich zum Kanonenboot umbauen ließ. Gleichzeitig wurde auch die norwegische Tönsberg I, das einstige und ebenfalls nicht als solches fertiggebaute deutsche Minensuchboot M 139, gekauft, in Bogotá umbenannt und ebenfalls in Frankreich umgebaut. Die Bewaffnung bestand aus einem 8,8-cm-L/45-Geschütz, zwei 7,5-cm-Geschützen und zwei 13,2-mm-MG, die Besatzung aus 40 Mann. Die Dampfkessel wurden modifiziert, um sowohl Kohle als auch Holz verfeuern zu können. Die Wasserverdrängung des umgebauten Schiffs betrug 508 t standard bzw. 630 t maximal. Nach dem Umbau fuhren die beiden Schiffe mit französischen Besatzungen nach Belém in Brasilien, wo sie am 24. Februar 1933 eintrafen und von der kolumbianischen Marine übernommen wurden. Sie dienten dann als Patrouillen- und Flusskanonenboote.
Die Cordova wurde 1937 ausgemustert und am 11. Juni 1937 als Zielschiff von den beiden Zerstörern Antioquia und Caldas versenkt.